# Serres Velles
La Serres Velles és una serra situada al municipi de Font-rubí a la comarca de l'Alt Penedès, amb una elevació màxima de 528 metres.